# Fresno el Viejo
Fresno el Viejo és un municipi de la província de Valladolid, a la comunitat autònoma de Castella i Lleó.